# Somatina microphylla
Somatina microphylla är en fjärilsart som beskrevs av Edward Meyrick 1889. Somatina microphylla ingår i släktet Somatina och familjen mätare. Inga underarter finns listade i Catalogue of Life.